# Arcadi Margarit i Casadevall
Arcadi Margarit i Casadevall (Palamós, 1 de febrer del 1913 - Manresa, 8 de desembre del 2001) va ser un instrumentista de tenora d'anomenada, compositor de sardanes.

## Biografia
Aprengué música amb Josep Casanovas Paixero i tenora amb el gran instrumentista Albert Martí. Tocà en nombroses formacions de les comarques gironines, com La Moderna Rovira de Bordils (1929-1930), l'Improvisada de Calonge (1931-1932), Nova de Palafrugell (1932), la Cobla Arbucienca (1932-1935). S'integrà en la famosa Cobla Albert Martí (1935-37 i 1948). Durant la guerra civil tocà en la banda militar Macià-Companys. Acabada la contesa passà per la Nova Harmonia de la Bisbal (1940-1942), l'As d'Anglès (1942-1943), la Moderna de la Bisbal (1943-1945), la Montgrinenca (1946-1947), la Trébol d'Arbúcies (1947-1948), la Cobla Albert Martí (el 1948, en ocasió del traspàs del mestre hi tocà de tenora primera i reorganitzà la formació) i a la Principal de Badalona (1948-1950). En els 1950-1955 i 1967-1971 tocà en La Principal del Bages i a la 1961-1962 era tenora solista de La Principal del Llobregat. En el període 1962-1964 gravà diversos discos per a discogràfica Vergara en una formació que el mestre Rafael Ferrer feu a posta, la Cobla Laietana. Durant 28 anys, Arcadi Margarit també tocà a la Banda Municipal de Barcelona.
Compongué una trentena de sardanes, algunes de les quals signà amb els pseudònims Rossend Aubí i A. Marca (Arcadi Margarit i Casadevall). La més coneguda, El Patufet Pau Pi es tocà força en els anys 50 i 60 i va ser enregistrada en disc; era dedicada al cèlebre personatge radiofònic de Ràdio Barcelona creació del locutor Enric Casademont. La seva filla donà el seu fons a l'Agrupació Sardanista Costa Brava de Palamós.
En Jaume Ventura i Tort li dedicà la sardana La tenora d'en Margarit (1962).

## Obres

### Sardanes
- A santa Calamanda de Calaf (1958)
- Aires empordanesos, amb el pseudònim Rosend Aubí
- Aixís es parla (1951), de Rossend Aubí
- L'argent viu de casa (1949), dedicada a la seva filla Maria, sardana enregistrada per la cobla Montgrins en el disc compacte Palamós, ciutat pubilla de la sardana 2004 (Barcelona: Discmedi, 2004 ref. DM 1157 02)
- Ballem-la tots? (1957), enregistrada per la cobla Combo-Gili en el DC Catalogne, les plus belles sardanes (Perpinyà: Arion, 1992 ARN 64092 i 60674)
- Bonica Marcel·la (1952)
- El borinot ros de la piscina (1951), obligada de tenora
- Caliu (1950)
- La cançó del frare
- Canta la tenora (1949), obligada de tenora
- Carme i Montserrat (1951)
- En Patufet Pau Pi (1954), gravada per la cobla Barcelona en l'EP Cobla Barcelona (Barcelona: REGAL, 1955 ref. 19043)
- En Pau Pi s'espavila (1957)
- En Trino i la Dolors (1950)
- La festa de Solsona (1951)
- Flor de lliri (1951)
- Gargalada (1952), de Rossend Aubí
- El gat de la font
- Lluny de tu
- Mar bonança (1954), de Rossend Aubí
- Maria Teresa
- Maria Teresa i Dolors (1962)
- Nènia (1951)
- Petites volades (1940), obligada de tenora
- Refilets genisencs (1954), dedicada a la cobla Genisenca de Taradell
- La rosaleda
- Sempre tu, signada A. Marca
- Vilafortuny (1976)
- Xamosa Maria Àngels (1951)
- Xamosa Maria Pietat (1952)
- Sardanes revesses: Podré enganyar-te, Provo d'enganyar-te, Tacet